# Youssef Dey
Pour les articles homonymes, voir Dey.
Youssef Dey, né vers 1560 à Tripoli et décédé en 1637 à Tunis, est dey de Tunis de 1610 à sa mort.

## Biographie
Fils de Mustapha El Turki, soldat turc ottoman en poste à Tripoli, il s'engage dans la milice de Tunis. Il est distingué par Othman Dey qui lui octroie de nombreux postes et va jusqu'à le préférer à ses propres fils. Avant de mourir, Othman parvient à convaincre le diwan de Tunis de le nommer comme son successeur ; il lui donne par ailleurs sa fille à épouser.
À la mort de Romdhane Bey, nommé par Othman Dey pour diriger la colonne armée qui contrôle l'intérieur du pays, Youssef choisit le lieutenant et mamelouk de Romdhane Bey, un Corse islamisé du nom de Mourad, qui sera le fondateur de la dynastie beylicale des Mouradites. De plus, Youssef Dey se réfère souvent à son ami et principal lieutenant, Ali Thabet.
Souverain bâtisseur, Youssef Dey fait construire en 1616 la première mosquée de style ottoman en Tunisie, qui prend son nom. Il fait aussi édifié autour de celle-ci un réseau de souks turcs dont le souk El Trouk, réservé aux revendeurs des articles de l'activité corsaire et qui devient par la suite le souk des tailleurs à la turque, le souk El Berka, souk des esclaves provenant des opérations de corsaires en mer Méditerranée ou de la traite négrière, et le souk El Bchamakiya ou souk des fabricants de chaussures en cuir à la mode turque, le bchamak.

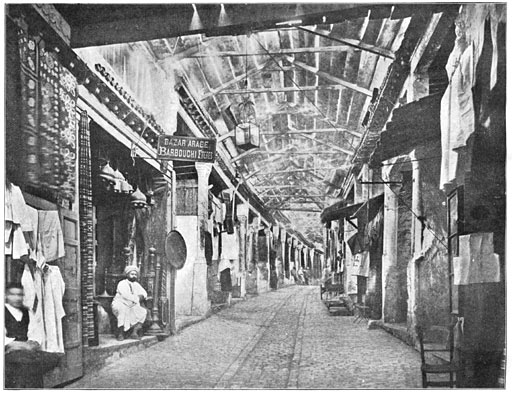
Ancien souk des tailleurs turcs devenu souk des antiquaires, près de la mosquée Zitouna (médina de Tunis, photo avant 1906).

Sous sa magistrature, se pose plusieurs fois la question de la délimitation des frontières avec le voisin algérien qui a à sa tête la milice turque d'Alger et son dey. Un premier traité fixe la frontière à l'oued Serrat. Puis, à la suite d'hostilités, on fixe une frontière plus au nord, sur l'oued Mellègue. Selon les chroniqueurs de l'époque[Qui ?], la milice turque de Tunis était la plus puissante armée de la région : elle comptait 9 000 hommes de troupes d'élite, les janissaires, plusieurs régiments de cavalerie irrégulière dont les membres proviennent des tribus de l'intérieur du pays et plus de 200 galères commandées par des marins et des corsaires redoutables[réf. nécessaire].
Youssef Dey, devenu vieux, s'éclipse petit à petit devant la forte personnalité de Hammouda Pacha Bey, successeur de son père Mourad Bey, qui prend de plus en plus le contrôle du diwan de la milice.
Malgré cela, Youssef Dey devenu âgé parvient par des efforts diplomatiques à sceller le rattachement de l'île de Djerba à la régence de Tunis. Pour commémorer cet événement, il fait construire un souk entier pour les marchands djerbiens à Tunis.
À sa mort, il est enterré dans la tourba qu'il s'est fait construire près de la mosquée Youssef Dey. Le diwan élit alors comme successeur, en 1637, un célèbre renégat italien devenu le fameux corsaire de la régence, Usta Mourad.

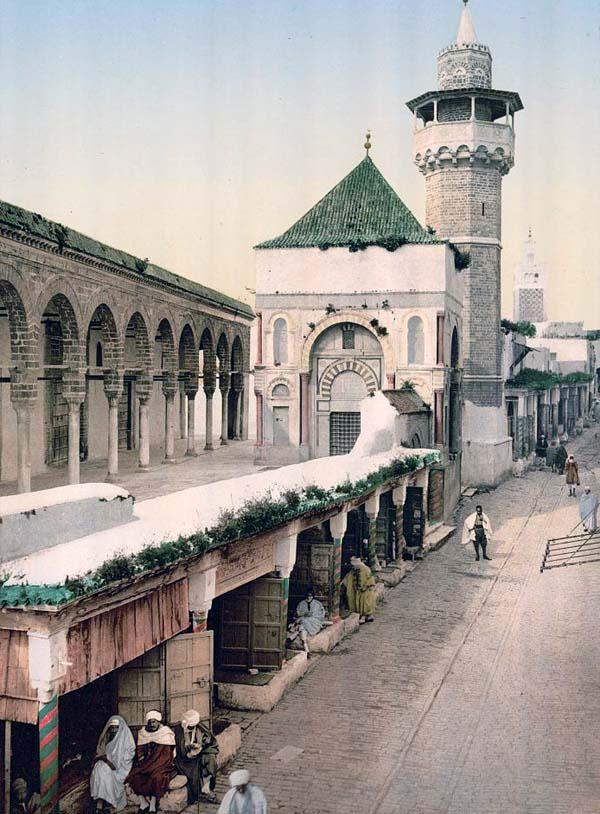
Vue de l'entrée et du minaret de la mosquée Youssef Dey en 1899.
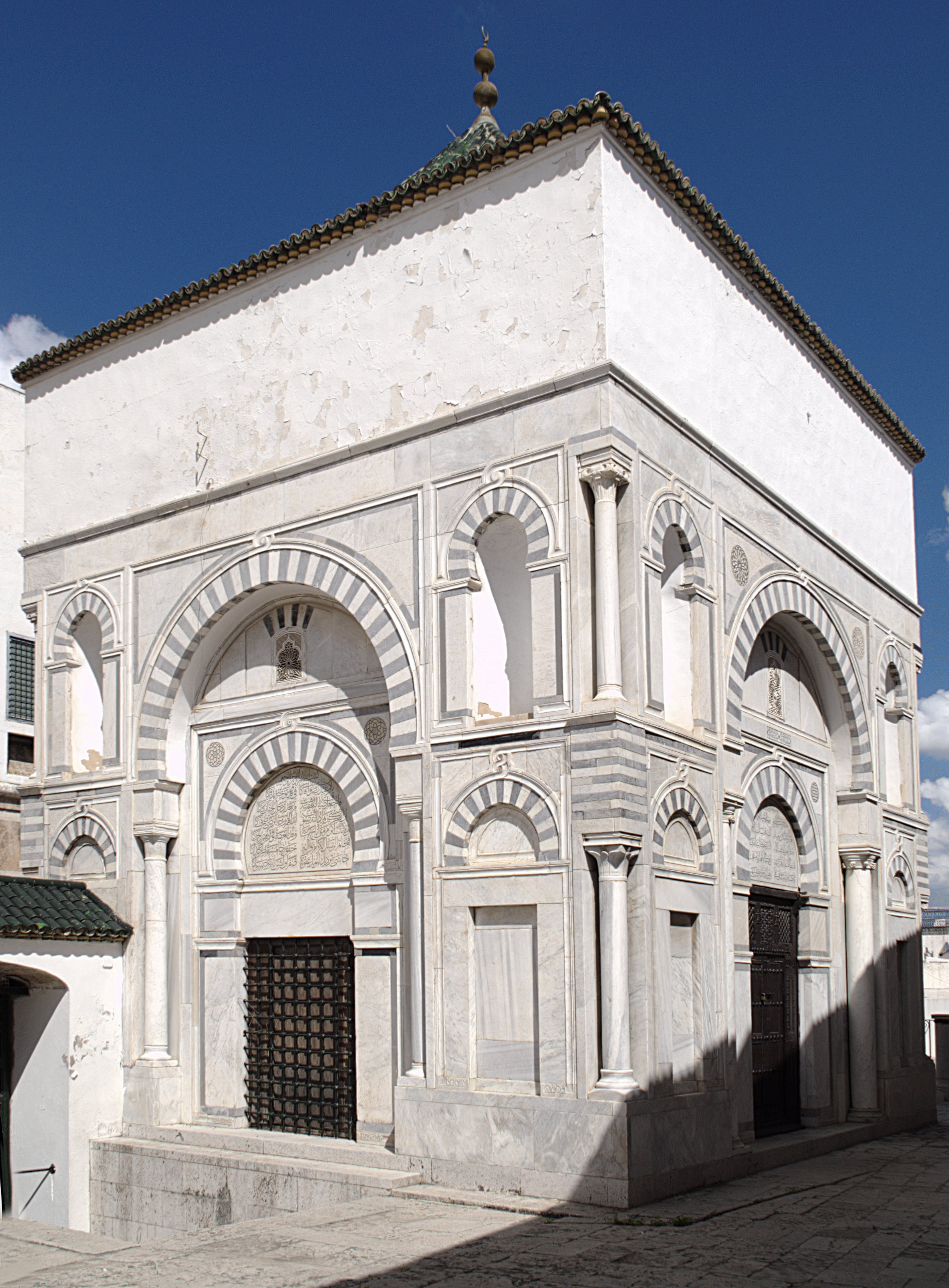
Mausolée du Youssef Bey.
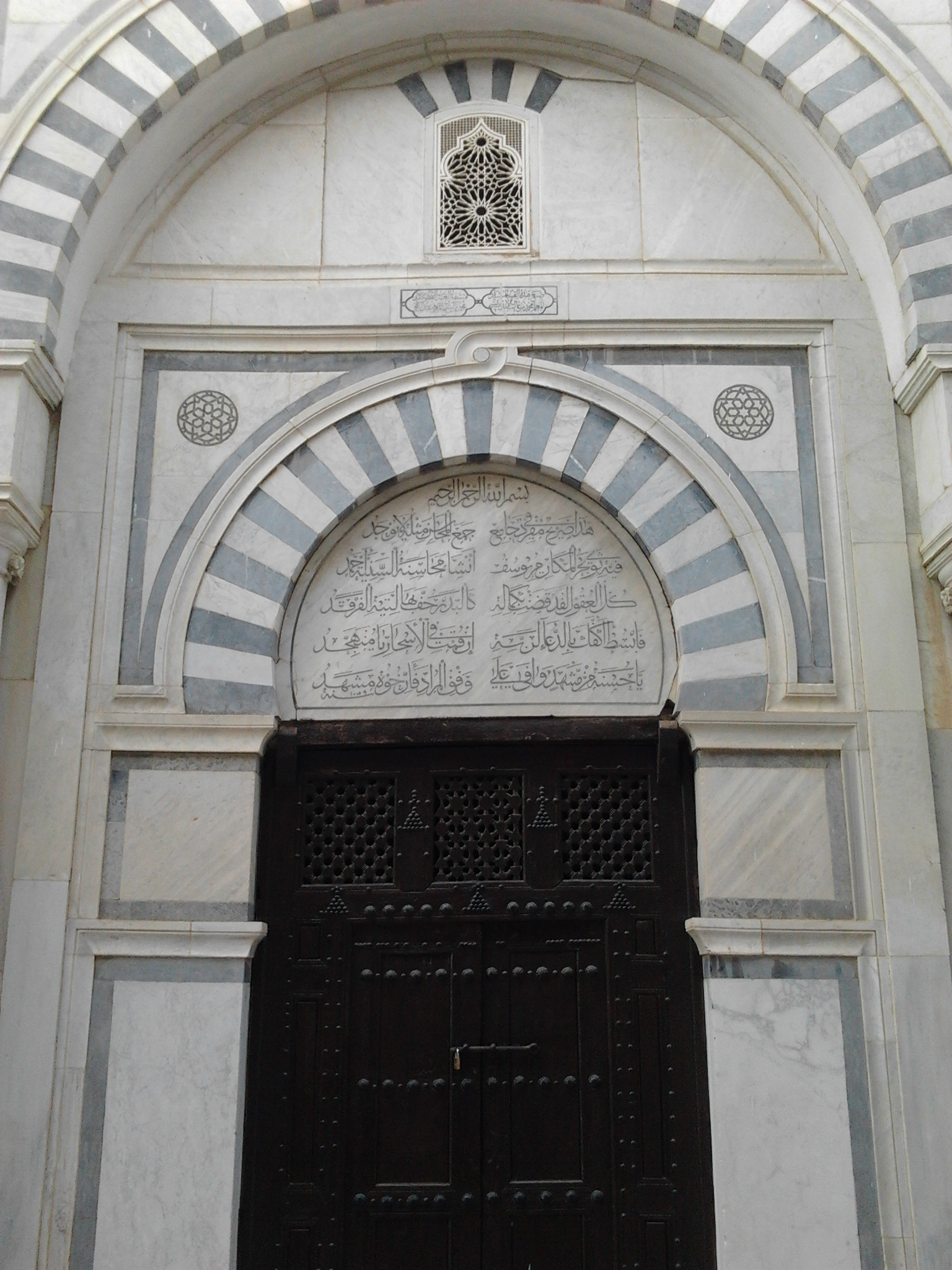
Tourbet Youssef Dey : gros plan sur la porte du mausolée.

## Sources
- Alphonse Rousseau, Annales tunisiennes ou aperçu historique sur la régence de Tunis, Alger, Bastide, 1864, 571 p.